# Santa Eulalia del Río
Santa Eulalia del Río (oficialmente en catalán: Santa Eulària des Riu) es un municipio y localidad española de la comunidad autónoma de las Islas Baleares. El término municipal, ubicado en la isla de Ibiza, tiene una población de 41 706 habitantes (INE 2024).

## Geografía
El término municipal comprende, además de la parroquia de Santa Eulalia del Río, las de San Carlos de Peralta y Santa Gertrudis de Fruitera, y parte de la de Nuestra Señora de Jesús y el Puig d'en Valls.

## Historia
En la época musulmana la zona se llamaba Xarc. Con la conquista aragonesa se modificó la división de la isla en cuartos similares a la organización municipal actual. El cuarto de Santa Eulalia correspondió al infante Pedro de Portugal, señor feudal de Guillermo de Montgrí, obispo de Tarragona, el cual tenía los derechos reales de conquista. El rey de Aragón Jaime I adquirió los derechos de Pedro de Portugal, pasando a llamarse «Cuarto del Rey». Esto aportó algunos problemas jurídicos ya que el rey, en Ibiza, era señor feudal del obispo de Tarragona el cual, a su vez, era vasallo del rey de Aragón.
El nombre de Santa Eulalia proviene de la iglesia que construyeron inmediatamente después de la conquista. Además, tiene el único río de las Baleares, importante en la época por el regadío de la huerta y por los molinos harineros.
El pueblo surgió alrededor de la iglesia en la cima del puig de Missa. La iglesia actual es del siglo XVI así como la torre anexa desde la que se podía defender con artillería toda la comarca.
Hasta la reforma de la nomenclatura municipal de 1916 el municipio se llamaba simplemente Santa Eulalia. En dicha fecha su nombre fue modificado por el de Santa Eulalia del Río.

## Demografía
Santa Eulalia del Río cuenta con una población de 41 706 habitantes (INE 2024).
| Gráfica de evolución demográfica de Santa Eulalia del Río entre 1842 y 2021 |
| |
| Población de derecho según los censos de población del INE Población de hecho según los censos de población del INEEn estos censos se denominaba Santa Eulalia: 1842, 1857, 1860, 1877, 1887, 1897, 1900 y 1910 |

| Nacionalidad | Hombres | Mujeres | Total  | %      | Proporción |
| ------------ | ------- | ------- | ------ | ------ | ---------- |
| Española     | 14 525  | 14 170  | 28 695 | 70.7 % |            |
| Extranjera   | 5929    | 5924    | 11 853 | 29.2 % |            |

## Administración y política
| Partido político                                   | 2023  | 2023  | 2023       | 2019  | 2019  | 2019       | 2015  | 2015  | 2015       | 2011  | 2011  | 2011       | 2007          | 2007          | 2007          |
| Partido político                                   | %     | Votos | Concejales | %     | Votos | Concejales | %     | Votos | Concejales | %     | Votos | Concejales | %             | Votos         | Concejales    |
| Partido Popular (PP)                               | 62,16 | 6737  | 14         | 51,56 | 5916  | 13         | 48,27 | 5023  | 12         | 60,05 | 5861  | 14         | 60,73         | 5898          | 13            |
| Partit Socialista de les Illes Balears (PSIB-PSOE) | 21,55 | 2336  | 5          | 23,36 | 2680  | 6          | 21,92 | 2281  | 5          | 25,13 | 2453  | 6          | 36,55         | 3550          | 8             |
| Podem-Esquerra Unida de les Illes Balears (EUIB)   | 7,55  | 819   | 1          | 10,87 | 1248  | 2          | 15,27 | 1589  | 4          | —     | —     | —          | —             | —             | —             |
| Vox                                                | 7,11  | 771   | 1          | 3,32  | 381   | 0          | —     | —     | —          | —     | —     | —          | —             | —             | —             |
| Ibiza por el Cambio (ExC)                          | —     | —     | —          | —     | —     | —          | —     | —     | —          | 5,92  | 578   | 1          | Con PSIB-PSOE | Con PSIB-PSOE | Con PSIB-PSOE |

## Monumentos y lugares de interés

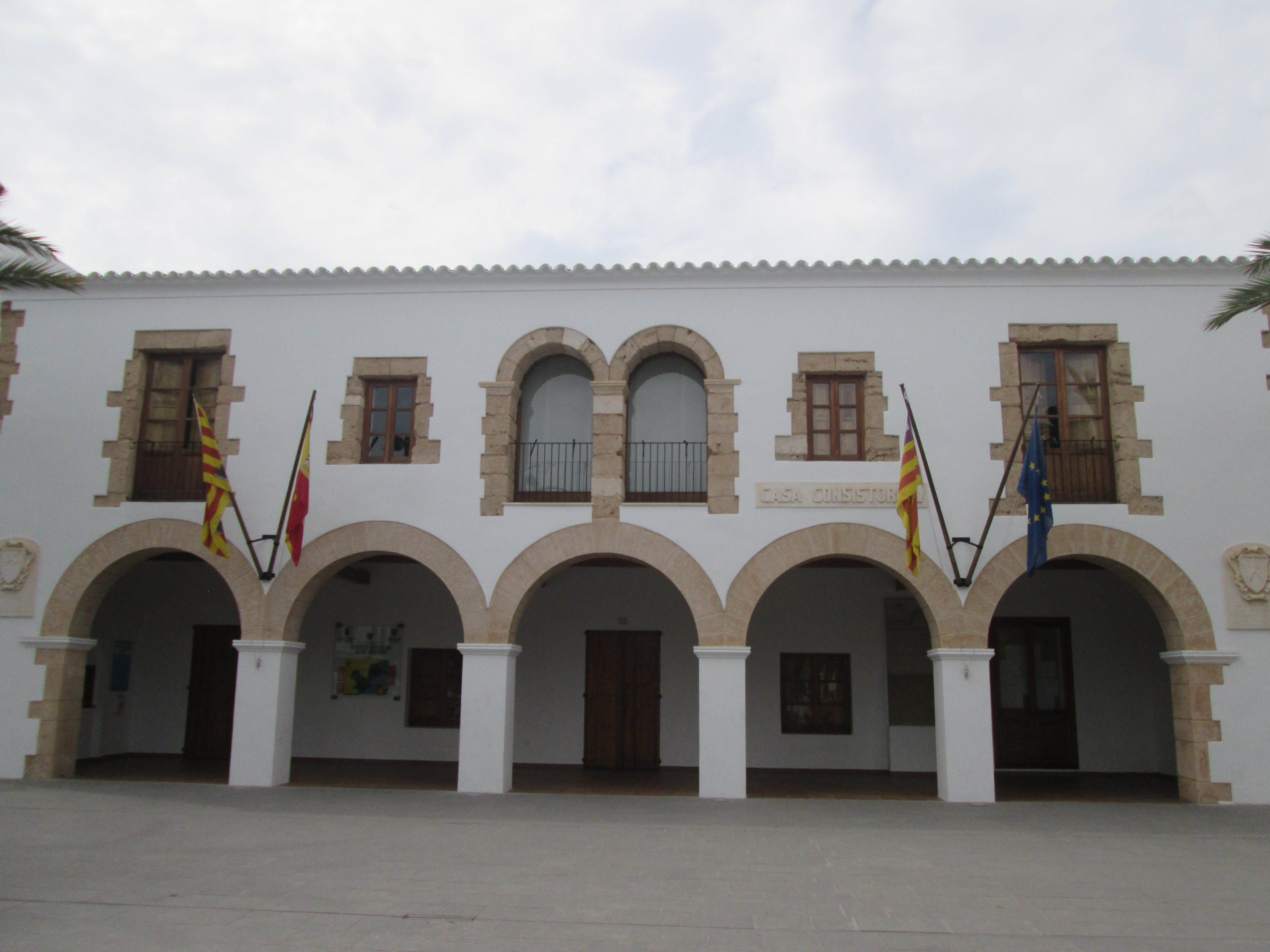
Ayuntamiento de Santa Eulalia

- Es Caló de S'Algar
- Cala Espart
- Canal d'En Martí